# Bisamonten
Bisamonten vagy Bisamon 毘 沙門 天 a kincs, a gazdagság és a harcosok Istene. A buddhizmus védelmezője, az észak őre. A gazdagság növelője, a nemzet védelmezője. Rosszat tévők büntetője, betegségek gyógyítója, a Shitennō parancsnoka. Tobacu Bisamon védi a fővárosokat és űzi el a külföldi megszállókat.
Eredete Indiába vezethető vissza. A buddhizmusba beépült védőistenség.
Bishamont azonosítják még: észak, tél, feketével, százlábúak és a hit. Japán hét szerencseisteneinek és Négy Mennyei Királyok (Sitennó) és a 33 Kannon forma és 33 Kannon őrző megnyilvánulásának egyike.
Ő az egyik Tenbu (Deva) 12 védő (Júniten), Happoten és Jitten (irányító tisztek). A Lotus Szutrában hívők védelmezője. Kapcsolódik Benzaijoz, Daikokuhoz, Kicidzsótenhez, Jizó Sógunhoz.

## Áttekintés
Bisamon egy férfi istenség. A nemzet védelmezője, a Dharma Őrzője (buddhista törvény) a gazdagság és a kincs ura (ennek köszönhetően vették fel a 7 szerencseistenség közé). Bisamon egy páncélt viselő, fegyverhordozó, démonűző istenség. Japánban a 6. században jelent meg, mint a négy Shitennó (a Négy Mennyei Királyok, akik feladata a négy égtáj védelme) egyik tagja, Tamontenként 多 聞 天. Ő észak őrzője és a szent helyek védelmezője, ahol Buddha a tanításait hirdette. A négy király hamarosan megkapta azt a megtiszteltetést, hogy megvédje a japán nemzetet. A későbbi évszázadokban azonban Tamonten kiemelkedett a többiek közül és saját kultusza lett. Amikor csak őt tisztelik, Bisamontennek (vagy Bisamon, Bisamon Tennó, Tobacu Bisamon) nevezik, de amikor a Sitennóban ábrázolják, Tamontennek hívják.
Bisamon a háború istene, és a csatákat megelőzően a harcosok hozzá imádkoztak a győzelemért. Egyben ő a védekezés istene a külföldi behatolókkal szemben, a gyógyítás istene, melynek célja a császárok megmentése az életveszélyes betegségektől és a pestis démonainak elűzése, ezenkívül feladata volt még a személyes ellenségek kordában tartása és követőinek gazdag megjutalmazása. Bisamon volt még a szerencse, sőt a gyerekek istene is. A XV. század körül már a japán hét szerencseisten közé tartozott, mivel neve kincsekkel és gazdagsággal társult. Számos más istenséggel azonosíthatjuk, köztük Kubera / Kuvera hindu istenével; buddhista istenség, Tobacu Bisamon (a fővárosok védelme és a külföldi megszállók pusztítása); a Védic Lore Mahákála nagy fekete harcos (más néven Daikokuten, a japán hét szerencseisten egy másik tagja); a gazdagság és szépség istennője Kicsidzóten (felesége a japán buddhizmusban); és különböző szinkretikus istenségekkel, mint Sanmen Daikokuten, Tenkawa Benzaiten, Sógun Jizó és Sósin Bisamonten

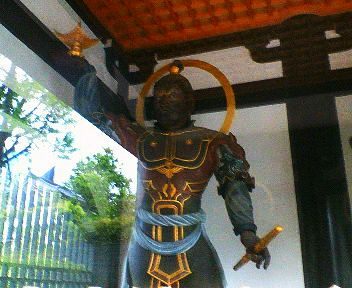
Tamonten, jobb kezében a sztúpával

## Ikonográfia
Bisamonten és Tamonten szinte azonos az ikonográfiában. Mindkettő szinte mindig páncélba öltözött (yoroi 鎧), dühös tekintettel ábrázolták (funnusó 忿怒 相) és egy vagy két démonon (jaki 邪鬼) állnak, amely a gonosz leigázását szimbolizálja. Egyik kezükben hordozzák a fegyvert, hogy legyőzzék a gonoszt és elnyomják a buddhizmus ellenségeit. Másik kezükben van egy kincses pagoda (hōtō 宝塔, 寶塔) vagy sztúpa). A sztúpa az istenség fő azonosítási attribútuma. Ez Buddha tanításainak isteni kincstárát képviseli, és szimbolikusan tartalmazza Buddha hamvasztott testének értékes emlékeit (hamu, csontok, körömreszelők, haj, fogak stb.). Bisamon mindkettő védelmezője és osztozik a pagoda hatalmas kincsein, de csak az arra méltókkal.

## Eredet

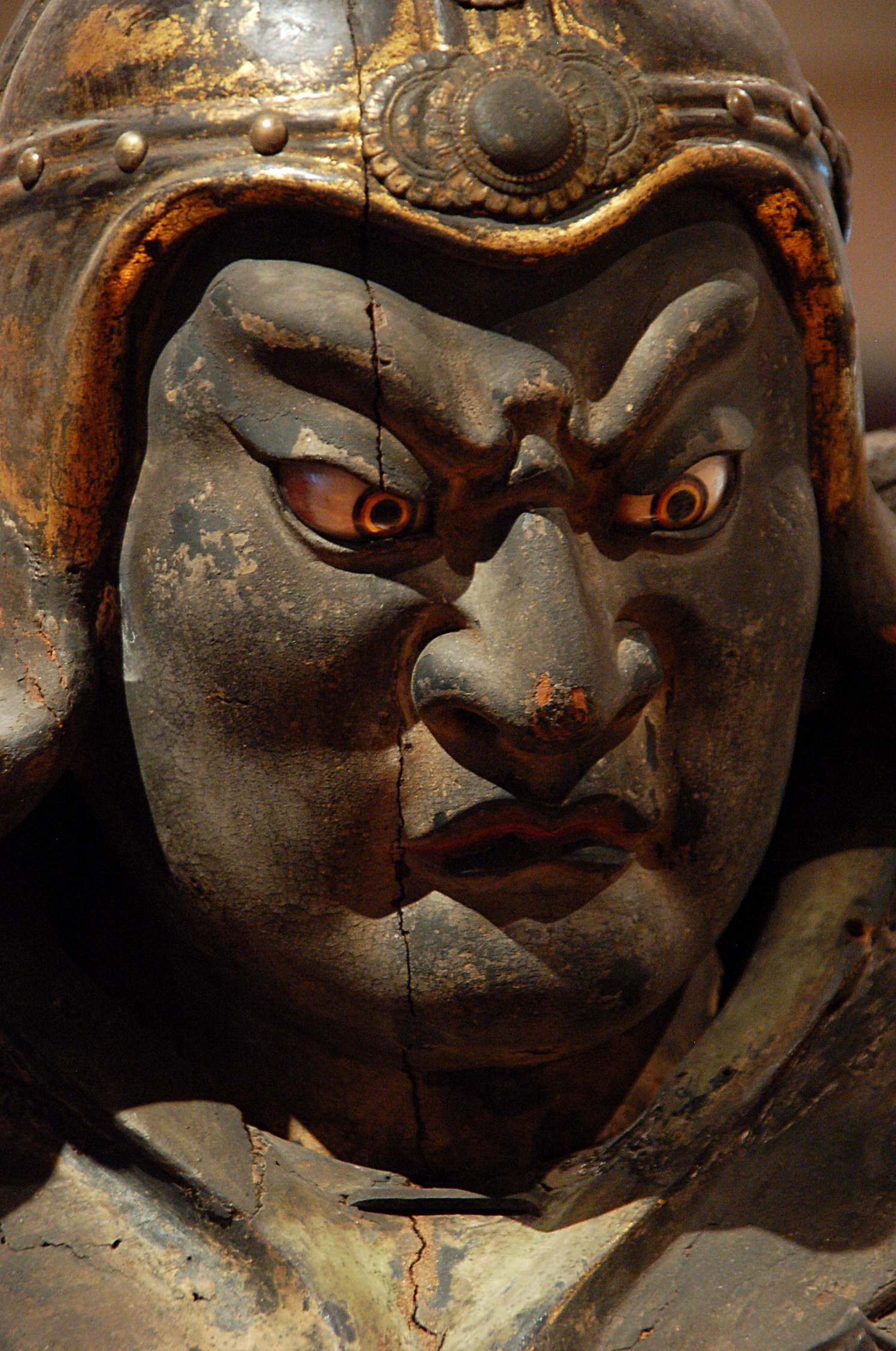
Bisamonten, a háború istene

Mint sok más buddhista istenség, Bisamonten eredete visszavezethető Indiába, a hindu-buddhista panteonhoz, ahol Vaiśravaṇa néven ismert (Pāli = Vessavaṇa), a kínai nyelvre Píshāmén 毘 沙門, japánra fordítva Tamonten 多 聞 天 (szó szerint aki sokszor hallja, mert lelkesen hallgatta a Buddha prédikációit), Takutó Tennó托塔 天王 (Tuōtǎ tiānwáng) néven is ismert, vagyis "deva-király, aki a kezében egy pagodát tart." Kínában ő észak királya, a földi kincsek védelmezője és a Yasa 夜叉 és Raszecu 羅 (földi szellemek és démonok) parancsnoka. 
A kínai mitológiában az északnak és a télnek a fekete szín felel meg – így Bisamontent fekete harcosnak is hívják (genbu 玄武). Kínában és Japánban a fekete bőrű Kubera védőisten "Buddhacized" változatának tekinthető. Az utóbbit Indiában, mint az észak urát, a gazdagság és a kincsek istenét imádják, neve Kuvera (Pāli), Jambhāla. A kubera egyik jelzője Vaiśravaṇa, mert azt mondták, hogy ő az indiai bölcs Vishrava fia (innen a név Vaiśravaṇa). Kubera a nyolc hadsereg parancsnoka, Yasha (Yaksa) tábornokainak főnöke, akiket Vaiśravaṇa emanációinak, vagy a testvéreiként tartják számon. A Vaiśravaṇa, mint a másik négy mennyei király, Indra (japánul Taisakuten), a központ ura. Vaiśravaṇa távolról is kapcsolódhat a hindu istenhez Vishnuhoz (japánul Bicsuten 毘 和 天), akinek felesége a hindu mítoszokban Lakṣmī, a szerencse és érdem istennője. Japán buddhista mítoszában Kicsidzsóten Bisamon feleségének tekinthető. Bisamonten nem Buddha vagy Bodhisattva. A Bisamonten egy deva (szanszkrit kifejezés), azaz égi lény vagy félisten. Kínában és Japánban a deva írása 天 (Kínában kifejezve: "tiān", "ten" Japánban). 
Ha a "ten" kifejezést az istenségnevek (például Bisamon-ten, Kicsizdó-ten) utótagjaként adják hozzá, akkor azt jelenti, hogy az istenség hindu mítoszból származik, de a későbbi évszázadok során a buddhista panteonban védőistenként vagy -istennőként voltak jelen. A legkorábbi szent iratokban Tamonten, az észak őre, a Négy Mennyei Királyok egyike. Ez a négy védi a négy égtájat (észak, dél, kelet, nyugat). Mindegyik a Szumiszen-hegyet körülvevő négy kontinens egyikét védi. Szumisen 須弥 山 (Szumeru hegy), a történelmi Buddha és más buddhista istenségek mitikus otthona. A négy mennyei király számos legendában és Mahayana szent iratokban jelennek meg. 
A legenda szerint a történelmi Buddha megszületésében segítettek, és a király (apja) Kapilavastuba való titkos menekülésénél is a négy király segített. Az egyik legkorábbi szöveg, amely bemutatja Japánnak a négyet, a 金光明 經, Konkómjó kjó. Az 5. század elején a Dharmakṣema (japánul Donmuszen 曇 無 讖) által kínai nyelvre fordították, hogy a szútrát imádó uralkodók a Négy Király védelmét élvezzék. Ezenkívül a nemzeteta vezetők palotáját védjék, legyőzzék az ellenségeket, megszüntessék a szenvedést, és békével áldják a népet. A Golden Light Szútra egyike volt a három nagy szent iratnak. Ebben a szútrában Bisamonten (más néven) nem kapott elsőbbséget a többieknél – úgy jelenik meg, mint egy négytagú csoport tagja, akiknek nincs különleges státusza. De a 8. és 9. században Bisamonten (más néven Tamonten) a négyes főparancsnokává lett, és saját kultuszra tett szert. Ez a "javított állapot" különböző más korai szövegekkel kapcsolható össze. 
A népszerű Lótusz Szútrában, amelyet Kumárajíva 鳩摩羅什 350-410-ben lefordítanak kínaira, megjelenik a Dharaniban. A Hókó Daisógon Kjó 方 廣大 莊嚴 經-ban (amelyet 683-ban kínai nyelvre fordítottak) a történelmi Buddhát két kereskedő kínálja meg étellel. Amikor a Négy Mennyei Királyok ezt hallják, a Buddhának négy tálat kínálnak, amelyeket gondosan felkészítettek pontosan erre az alkalomra, amelyet a Buddha egy tállá alakított, az étkezés előtt. Ebben a szövegben Vaišravaṇa (Tamonten, más néven bisamonten) nyújtja az első tálat.
De a Bisamon említésének legvalószínűbb oka a Tobacu Bisamon 兜 跋 毘 沙門 天 kínai legenda. Ez a legenda a Toupa / Toupo (japánul Tobacu 兜 跋) néven ismert közép-ázsiai királyról szól, 742 körül, amikor Tibet (japánul Toban 吐番) megtámadta Kiziletet (japánul Anzei 安西), Nyugat-Kína közigazgatási központját. A helyzet megmentése érdekében a kínai császár elrendelte, hogy az indiai tantrikus szerzetes, Amoghavajra (705-774, japánul Fukú 不 空) imádkozzon Bisamonhoz, aki később megjelent az égen és elsöpörte a barbár erőket. Ezt az istenséget Toupa P'ishamen néven ismerték meg Kínában (japánul Tobatcu Bisamon), aki Közép-Ázsiában, Kínában és Japánban nagyon népszerű lett. Bár a tudósok még mindig nem értenek egyet a csata pontos helyét illetően, legtöbben úgy vélik, hogy a "Toupa" szó a Khotan környékére utalhat. A Toupa P'ishamen a fővárosok védelmezőjeként jelent meg a kínaiak számára, a külföldi megszállók visszaszorítása miatt. A japánok ugyanazt a legendát és gyakorlatot alkalmazták. Bishamon a rangját (a négy király legerősebbje), valószínűleg az északi király szerepének köszönheti. 
A kínai kozmológiában, amely ma "feng shui 風水" néven ismeretes, az északi a legveszélyesebb irány. Így a lakások (beleértve a Tang és Heian császárok palotáit) délre néznek, ami azt jelenti, hogy az északi Őrzőnek a többi irány őreinek parancsnoka, és a legerősebb amulettel kell rendelkeznie – vagyis a Buddha testének emlékeit kell hordania, annak érdekében, hogy megvédje a rosszindulatú északi hatásokat. Gyakorlati értelemben legalább két okból létezhet a "rossz" irány: mezőgazdasági szempontból (az északi féltekén), a nap délen van, ezért a déli fekvés a legkívánatosabb, és az északi fekvés a legkevésbé kívánatos (mind ezt a kertészek és gazdák ma is tudják), és a geopolitika szempontjából az északi mongol népek miatt, akik ellen a Nagy Fal (a legnagyobb veszély Kína egész történelme során) épült.

## Tamoten és Bisamon ikonográfiájának összehasonlítása
A páncél (yoroi 鎧) és kegyetlen ábrázat (funnuszó 忿怒 相) az istenség általános megnyilvánulása.

Általában egy sziklán áll. A szikla a Szumeru (japánul Sumiszen 須弥 山), egy hatalmas hegy a buddhista világegyetem középpontja, a Történelmi Buddha mitikus otthona. A Szumiszen hegyet négy kontinens veszi körül, az északi kontinenst őrzi Bisamon / Tamonten, valamint a hegy északi lejtőjét. A szikla az istenség bármely formájának ábrázolására használható.

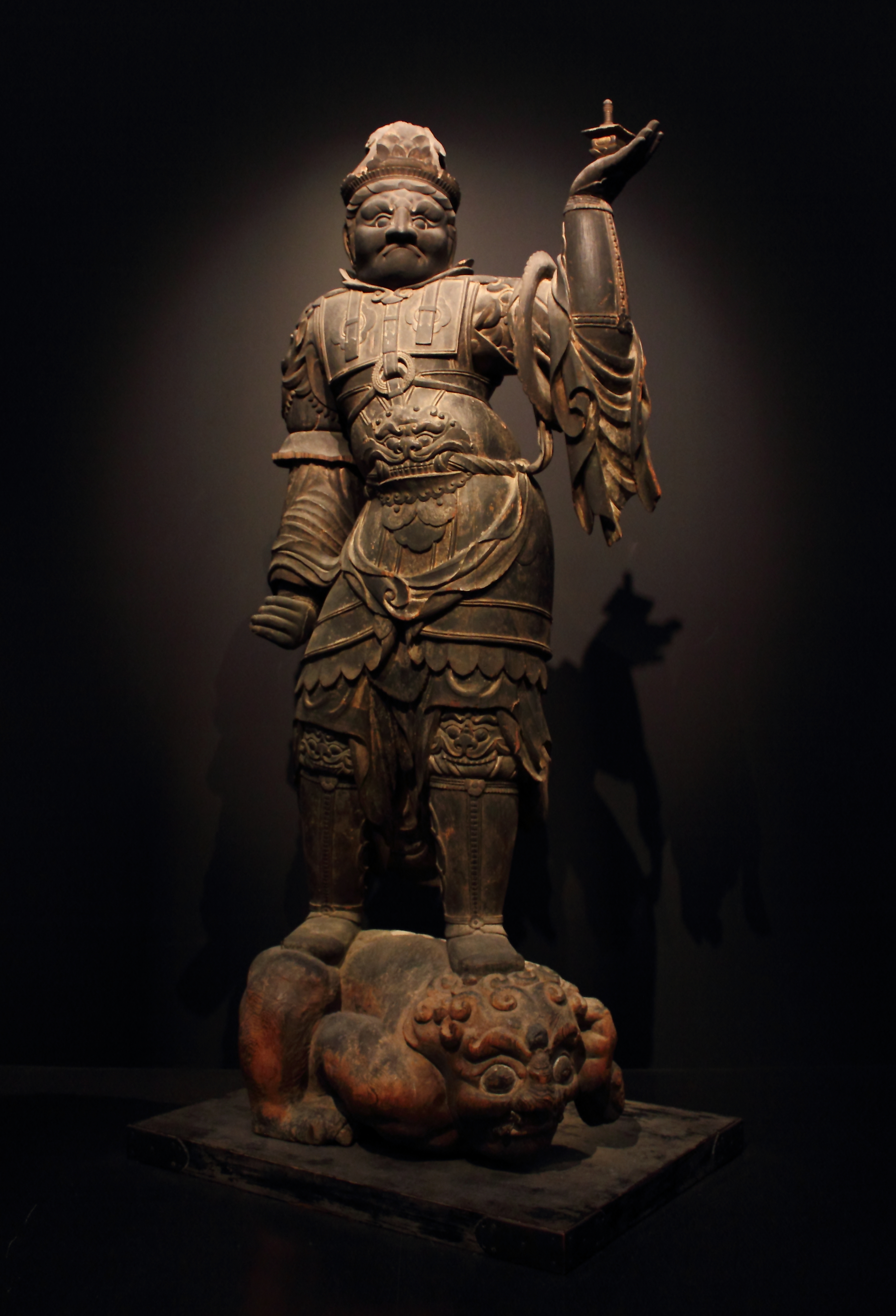
Bishamontent ábrázoló szobor

Tetején állva tapossa az egy vagy két Jakit 邪鬼 (démonok). A démonokat általában jasa 夜叉 és / vagy Raszecu 羅 (gonosz földi szellemek és démonok, akiket később buddhizmusban is átvették). Ez az ikonográfiai típus mind a Bishamonten, mind a Tamonten szobroi számára érvényes.

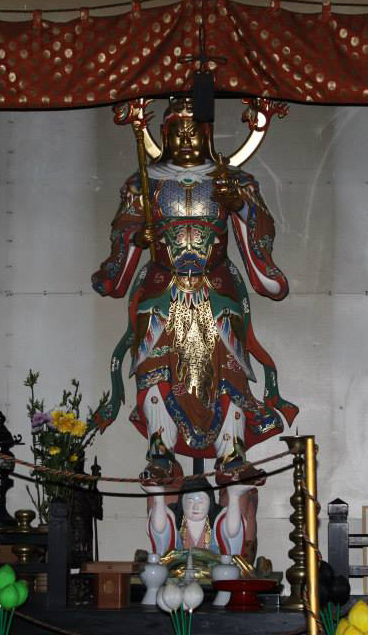
Tobacu Bishamonten

A Dzsiten 地 天 föld istennő felemelkedett tenyerein állva, a két elnyomott démon, a Niranba 尼 藍 婆 és Biranba 毘 藍 婆. A Biranba a Lotus Sutrában említett Dharma-védő Raszecu egyike. Ez a Tobacu Bisamonten legelterjedtebb ikonográfiai típusa. Habár Tamonten néha ugyanolyan módon ábrázolható (mint a Kjotoi Tóji Templomban), ezt az ikonográfiát általában Tobacu Bisamon számára tartották fenn.
Bisamon általában a bal kezében tartja a sztupát, Tamonten pedig jobb kezében tartja. De vannak kivételek. A Hóryjúdzsi templomban 法 隆 寺 (Nara), a Bisamon a jobb kézben van sztupa, míg a Jóruridzsi templomban 浄 瑠 璃 寺 (Kyoto), Tamonten a bal kezében tartja a sztupát. Ezek az ábrák viszonylag ritkák.
A felesége, Kicsidzsóten 吉祥 天 és fia, Zennisi Dódzsi 善 膩 師 童子. Más források szerint Kicsidzsóten és Zennisi Dódzsi csak kísérők, nem feleség és fiú. Ez az ikonográfia kifejezetten Bisamontennek szól.
Fegyver tartása: majdnem mindig fegyverrel látható , (változhat), sok esetben ez egy trident (sansageki 三叉戟), baton (hóbó 宝 棒), halberd (hóko 鋒) vagy lándzsa (sura 輸 羅). A megnyilvánulásától függően a jobb vagy bal kezében fogja a fegyvert.
Az istenség ábrázolása gyakran kerekes (kör alakú) halo láncal vagy kerékkel van. A körkörös halo szimbolizálja az istenséget, és számos buddhista istenségen található. A kerék (vagy nyolcszögű kör) a törvény kereteit (Rinpó 輪 宝) képviseli, amely a törvény tanításáról / prédikációjáról szól a tömegek körében (vagyis a törvény kerekét fordítja). A láng a tisztítást és a ragaszkodás (vágy) égetését jelképezi.

## A Bisamontan, mint a 12 deva egyike
A Happóten 八方 天, Jitten 十天 és Júniten 十二 天 tagja.
A 12 Deva őrző (Júniten 十二 天) a hindu eredetű védő istenségek csoportja. Ők őrzik a 12 irányt az ezoterikus buddhizmusban (Mikkdzsó 密 教). Bisamonten (Vaiśravana) az északi uralkodó, általában egyik kezében egy sztupával a másikban pedig egy rúddal ábrázolják. A 12 a négy közvetítő irányzat hindu őreitől származik, a nyolc irányító Deva néven (Japánban Happóten 八方 天). A későbbi években az ég és a föld istenei hozzá lettek adva, hogy hozzanak létre egy csoportot, amelyet a Tíz Birodalomnak neveznek (japánul Jitten 十天), és még később a Nap és a Hold istenek is hozzá lettek adva a (12 Deva). Ez a tizenkettő felváltják a japán ezoterikus hagyományokat a Shitennót (Négy Mennyei Király), bár ugyanazt a szerepet töltik be, mint a Shitennó a buddhizmus védelmében és a gonosz elpusztításában.

## 33 kannon
Bisamon az egyik a Nidzsúhacsi Busú 二 十八 部 衆, lefordítva, 28 légió (vagy 28 felügyelő istenség) szolgálja 1000 fegyveres Kannont. Japánban a 28-as lista a templomonként és a szektánként változik. A 28-as légióból való egész szobrok a Kjoto-i Sandzzsúszangendó 三十 三 間 堂-ban vannak elhelyezve, ahol ők őrzik Sendzsu Kannon fő szobrot . Bisamon is egyike a Szandzsúzansin 三十 三 身-nak, amelyet Kannon 33 formájaként fordított le. A Lotusz Szutra (Hoke-kjó 法 経) 25. fejezete – melyet Kumáradzsiva 鳩摩羅什 (350-410) fordít le először kínaira – harminchárom formát sorol fel, amelyeket Kannonnak feltételez amikor érő lényeket ad hozzá, köztük Bishamont, egy szerzetest, apácát, hivatalnokot, általános embert, királyt, gyermeket, nagát (sárkány), garudát és egy yakṣát. A japán szobrászatban és művészetben azonban a 33 forma nem mindig felel meg a Lotusz Szutrában felsorolt 33 formai követelménynek, a japán hagyományok azonban továbbra is hűek ahhoz az elképzeléshez, hogy Kannon számtalan formában jelenik meg az emberek megmentése érdekében. A 33-as nevek szintén a templomtól vagy a szektától függően változnak. Japánban a Kannonnak szentelt 33 helyszínes búcsújárat van. Az ilyen körök mentén található templomok közül sok Bisamonten szobrot ábrázol. Továbbá, a Bisamonten az imádat központi tárgya a Kurama Dera-nak 鞍馬 寺, egy olyan templomnak, amely északra van Kiotótól, és védi kiotói északi területeit. A templom alapító legendái mindegyike Bisamont és Kannon-t illetik.

## Betegségek és démonok
A Sigiszan Engi Emaki a XII. században festett Bisamon csodálatos erejét mutatja meg a szemlélődőnek, ahogy kivédi a betegséget és kiűzi a pestis démonait. Ez magában foglalja azt a történetet, hogy Bisamon gyógyította Daigo 醍醐 天mang (885-930) császárt, amikor Kumára 倶 摩羅-t (Bisamon fiatalos dóji 童子 kísérőjét) elküldte a beteg császárnak.
Bisamon ugyanabban az időszakban más festett tekercsekben is meg jelenik. A Tokiói Nemzeti Múzeum szerint: "Itt Bisamontent jóindulatú istenségként ábrázolják, aki megvédi a Lotusz Szutra bhaktáit. Bisamon, egy íjat tart, megtalálható a kínai Tang (618-907) és a Song (960-1279) dinasztiában. A tekercs melyet a gonosz (Hekija-e) vagy ördőg űző tekercsnek neveznek, azt feltételezi, hogy Gosirakawa császár (1127-92, r. 1155-58) a Heian korszak (794-1185) második felében, és a Rengeo-in Templom (Sanjusangendo) kincstárában tartották, az itt látható összes istenséget. Az itt bemutatott minden istenséget Kínában jóindulatú istenségeknek tartják, aki kiutasítja a pestis démonait . Ez eredetileg egy kézitekercsen volt , amelyet a Maszuda család pokol tekercs második kiadásának nevezett. A háború után a kézitekercset öt részre vágták, és a festményeket lógó tekercsekként rögzítették.

## Kicsidzsóten 吉祥 天
Kicsidzsóten 吉祥 天 (más néven Kisóten 吉祥 天) a szépség és szerencse istennője. Vishnu felesége a hindu mítoszokban, de a buddhista szövegekben és ikonográfiákban Bisamonten feleségének tűnik (például Sange Sidai 山下 次第, japán szövege, azt mondja, hogy Bisamonten felesége, de a 8. századi szöveg Dainicsi-Kjó-So 大 日 經 疏 szerint Bisamon alárendeltje). Nagyon imádott volt a Nara és a Heian korszakban. A 17. század végére a japán hét szerencse isteneinek egyikeként imádták őt, de ma nagyrészt elfelejtették (már nem tagja a hétnek), és kultuszát nagyrészt Benzaiten istennő váltotta fel.

## Krumama dera, Bishamon és Kannon
Bisamon, 13. század.

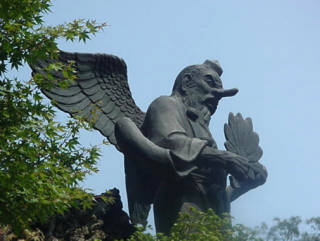
Tengu szobor

Kurama Dera 鞍馬 寺 Kiotó északi részén fekszik. A 8. század végén épült a kiotói északi területek védelmére, és a leginkább megfelelő módon Bisamontennek, az északi őrnek szentelték. Még ma is a Bisamon egyik legfontosabb temploma, és Bisamon, felesége, Kicsidzsóten, és fia, Zennisi Dódzsi fontos szobrai is megtalálhatóak. A templom és a Kurama hegy a fehér hajú Sódzsóbó 僧 正 坊, Tengu király legendás lakhelye. A madárszerű Tenguk képzett harcosok és bajtársak, akik különösen hajlamosak az arrogáns és vidám buddhista papokat megtréfálni. Rendelkeznek természetfeletti hatalmakkal, és a harcművészetek védelmezőjeként tisztelik őket. 
Egy jól ismert japán legenda szerint a középkori japánban Minamoto Yosicune 源 義 経 (1159-1189) itt tanult meg karddal harcolni sodzsobo királytól. Yosicune egyike Japán legkedveltebb harcosainak ebben az időszakban, aki segített testvérének, Minamoto Joritomonak 源 頼 朝 (1147-1199, az első sógun) legyőzni a Taira klánt és aki később megalapítja a Kamakura Sógunátust. Yosicune sajnos testvére ellene fordult Gosirakawa後 白河 天皇 császárral (1127-1192). Végül elárulták és öngyilkosságra kényszerítették. 11. század eleji szöveg szerint Joritomo az északi isten megtestesülése, azaz Bisamoné.

## Bisamonten és a 7 szerencse királyai
A Sicsifukudzsin 七 福神 egy japán, indiai és kínai istenek eklektikus csoportja. Csak egy japán származású (Ebiszu) istene és egy Japán őshonos Shintō hagyománya van. Három az indiai hindu buddhista panteonból (Daikokuten, Bisamonten, & Benzaiten) és három a kínai taoista-buddhista hagyományokból (Hotei, Juródzsin, & Fukurokudzsu) származik. Minden istenség önállóan létezett, mielőtt Japánban elterjedt volna kultuszuk. A csoport eredetének pontos ideje nem világos – egyesek szerint a Muromacsi korban (1392-1568), mások szerint a 17. században terjedt el. 
A 19. századig a legtöbb nagyvárosban különös zarándoklatok hagyományai jöttek létre. Eme zarándoklatokat továbbra is megtartják a modern időkben, de sokan most inkább autókat, buszokat és vonatokat használnak az utazáshoz. 
Napjainkban a japán festmények, szobrocskák és nyomtatott képek a 7-ről nagy gyakorisággal jelennek meg Japánban. Népszerűek az emberek körében: megelőlegezik a szerencsét és a hosszú életettel kecsegtetnek. Bár Bisamonten, Daikokuten és Benzaiten harci istenségekként született, gyakran barátságosnak és örömtelinek ábrázolják.

## Bisamon hírvivője – a százlábú
Bisamon no cukai 毘 沙門 の 使 vagy 毘 沙門 の 使 神.
A japán a kincs a vagyon és a hét szerencse istenének egyikét, Bisamontent (a XVII. század körül) egy százlábú (mukade, hjakuszoku 百足) kísérte. Úgy tartják hogy a százlábúak "kiszagolják" az aranybányákat. Ezért a japán emberek évszázadokig hordtak bambuszcsövekben százlábúakat, amikor aranyat kerestek a hegyekben.
Bisamonten hírvivői eltérnek a hagyományosaktól. Van valami fényes és nemes bennük, és azokban a szalonszobákban, a nappali helyiségekben és helyeken, ahová a Kodzsin istenségek és a vízistenek vezetik őket, nem szabad megölni őket amiatt, nehogy összetévesszük őket egy egyszerű százlábúval. 
Más ázsiai nemzetekben Bisamonten (más néven Kubera) egy kígyóval vagy mongúzokkal társul.

## Bisamon a mai médiában
Bisamon megjelenik a Norogami című animében és mangában: hosszú szőkehajú, kék szemű, kecses nőként, és nem férfiként van ábrázolva.